# Paul Hausser
Paul "Papa" Hausser (n. 7 octombrie 1880 - d. 21 decembrie 1972) a fost nazist, general-locotenent al Wehrmacht-ului în timpul celui de-Al Doilea Război Mondial.
După ce s-a retras din armata regulată a intrat în Waffen-SS, devenind unul din comandanții eminenți ai Waffen-SS-ului, luptând în al Doilea Război Mondial atât pe Frontul de vest, cât și pe Frontul din răsărit.
A fost rănit de două ori serios, pierzându-și un ochi.

## Tinerețea și debutul în cariera militară
Paul Hausser s-a născut la Brandenburg într-o familie prusacă cu tradiții militare. Tatăl său, Kurt Hausser, a fost maior în Armata Imperială.
Hausser s-a înrolat în armată în 1892, fiind cadet până în 1896, de unde a fost admis la Academia de cadeți din Berlin-Lichterfelde, pe care a absolvit-o cu succes în 1899.
În martie 1899 a fost promovat locotenent și mutat la Regimentul de infanterie 155. 
În 1 octombrie 1903 a fost avansat la gradul de maior la batalionul 2 al regimentului. 
A fost admis la Academia Militară Prusacă din Berlin din octombrie 1908, absolvind academia în 21 iulie 1911. 
După absolvire a servit în Reichswehr foarte redus după Primul Război Mondial până în 1927, având gradul de colonel.
La 1 februarie 1931 a fost avansat la gradul de general-maior.
S-a retras din Reichswehr la 31 ianuarie 1932 cu gradul de general-locotenent.
După retragere s-a afiliat organizației veteranilor „Căștile de oțel”, care mai târziu a fost încorporat în SA, apoi în SS.
În noiembrie 1934 a fost transferat la unitatea de infanterie motorizată SS-Verfügungstruppe și a fost numit instructor al trupelor SS din Braunschweig, fiind promovat în rangul de Brigadeführer SS.

## Al Doilea Război Mondial
Hausser a servit în Campania poloneză din 1939 în calitate de observator, cu unitatea mixtă Wehrmacht / SS Panzer Division Kempf. În octombrie 1939 SS-VT s-a format ca o divizie de infanterie motorizată cu Hausser la comandă. El a condus divizia, mai târziu redenumită 2. SS-Panzer-Division Das Reich, în campania franceză în 1940 și în primele etape ale Operațiunii Barbarossa.
Pentru serviciile sale în Rusia în 1941 Hausser a fost distins cu Crucea de Cavaler a Crucii de Fier și a primit Frunzele de stejar la cruce în 1943 (el primit Săbiile la Cruce pentru serviciile sale în Normandia), și a fost grav rănit, pierzând un ochi. După recuperare a primit comanda noului format Corp SS-Panzer (redenumit Corpul II SS Panzer în iunie 1943). Hausser împotriva ordinelor explicite ale lui Hitler a retras trupele sale din Harkov pentru a evita încercuirea, ca să recucerească orașul în martie 1943.
El a condus diviziile I, II și III SS Panzer în timpul Bătălia de la Kursk. După Kursk, Corpul lui a fost reformat (înlocuind diviziile I, II și III SS Panzer cu diviziile IX și X SS) și a fost trimis în Italia, apoi în Franța, unde le-a comandat în primele etape ale Campaniei Normandia. După moartea lui Friedrich Dollmann (comandant al Armatei a șaptea ), Hausser a fost promovat la comanda Armatei a șaptea. În timpul încercuirii de la Falaise, Hausser a rămas cu trupele sale până când a fost rănit (împușcat în maxilar).
Pavel Hausser în august 1944 a fost promovat la gradul de Oberst-Gruppenführer und Generaloberst der Waffen-SS și, ulterior, a comandat Grupul de Armate G din 28 ianuarie până în 3 aprilie 1945.
El a încheiat războiul ca Generalfeldmarschall în statul-major al lui Albert Kesselring. La Procesele de la Nürnberg el a apărat cu fermitate rolul militar al Waffen-SS și a negat faptul că a fost implicat în crime de război și atrocități.

## Opere
- Waffen-SS im Einsatz (Waffen SS în acțiune), Plesse Verlag, Göttingen (1953)
- Soldaten wie andere auch (Soldați ca și restul), Munin Verlag, Osnabrück (1966)